# Kurze Begegnungen
Kurze Begegnungen (Originaltitel: Короткие встречи, Korotkije wstretschi) ist ein sowjetischer Spielfilm unter der Regie von Kira Muratowa aus dem Jahr 1968.

## Handlung
Walentina Swiridowa, die Leiterin der Kommunalwirtschaft einer sowjetischen Kleinstadt quält sich zu Hause mit einer Rede, die sie im Auftrag ihres Vorgesetzten bei einer Landwirtschafts-Konferenz halten soll und kommt damit nicht voran. Obwohl das nicht ihr Fachgebiet ist, muss sie trotz ihres Vetos für einen erkrankten Mitarbeiter einspringen. In ihrer Verzweiflung spricht sie mit ihrem Geliebten Maxim und klagt ihm ihre Probleme, obwohl er nicht anwesend ist. Plötzlich klingelt es an der Wohnungstür und vor ihr steht ein junges Mädchen vom Lande, von dem sie denkt, dass sie die von ihr bestellte Haushaltshilfe ist, die sie benötigt, da sie für die täglichen häuslichen Arbeiten kein Händchen und keine Zeit hat. Sie bietet dem Mädchen einen Platz zum Schlafen an und gemeinsam trinken sie noch eine Tasse Tee mit harten Keksen, die sie von ihrem Mann, wie sie Maxim bezeichnet, geschenkt bekommen hat. Als Nadja, so heißt die junge Frau, hört, dass Maxim ihr Mann ist, will sie gleich wieder nach Hause, wo sie auch schon seit längerer Zeit nicht gewesen ist, doch Walentina kann sie überzeugen zu bleiben.
Nadja ist nicht zufällig in diese Wohnung gekommen, sondern ist auf der Suche nach Maxim, den sie in einer öden Gegend kennengelernt hat, wo er als Geologe nach Silber suchte. Sie arbeitete dort in einem Imbiss an der Landstraße, wo sich auch die Geologen versorgten, als Verkäuferin, Kellnerin und Köchin. Da es in ihrem Heimatdorf keine Arbeit gab, die sie befriedigt hätte, wollte sie mit ihrer Freundin Ljubka, die jetzt Haushaltshilfe bei einem alten General und seiner Frau ist, in die Stadt ziehen. Doch Nadja blieb bei dem Imbiss hängen und verliebt sich in Maxim, doch der gab ihr zu verstehen, dass sie noch viel zu jung für ihn ist und Geologen außerdem nicht die richtigen Partner für eine längere Beziehung sind, da sie häufig die Arbeitsorte wechseln. Nadja will aber davon nichts hören und himmelt ihn weiterhin an, bis er eines Tages ihr erklärt, dass seine Aufgabe in der Gegend erledigt ist und dort jetzt ein Bergwerk gebaut wird. Er versucht sie zu trösten, da bei solchen Vorhaben immer als erstes eine Kantine gebaut wird, wo sie dann sicherlich eine Anstellung finden wird. Nadja will aber ein Leben mit Maxim, weshalb sie seine Adresse in der Stadt erkundet und so bei Walentina Swiridowa landet. Nadja begleitet Walentina auf ihren Wegen durch die Stadt, ins Büro und bei Terminen, die mit ihren Aufgaben zusammenhängen. Auch unterhalten sie sich viel über ihre Arbeit, so gibt Nadja ihr zu verstehen, dass die vorbereitete Rede, mit der sie Stadtbewohner zum Umzug auf das Land überzeugen will, voller Unwahrheiten steckt, so kommen sich beide näher und verstehen einander immer besser. Nur weiß Walentina nicht, dass Nadja wegen Maxim in die Stadt gekommen ist.
Aber Walentina muss immer wieder an Maxim denken, wie an ihren ständig zurückschweifenden Gedanken zu erkennen ist. Sie denkt daran, wie sie sich an einem ihrer Geburtstage kennenlernten, an die vielen schönen Tage, die sie miteinander verbrachten und an seine Gesänge, die er selbst mit der Gitarre begleitete. Sie denkt aber auch daran, wie sie sich stritten, als er verlangte, dass sie mit ihm ziehe, da er sie immer um sich haben möchte. Doch Walentina mochte ihre Arbeit nicht vermissen und schlug vor, Maxim sollte in der Stadt in einem Büro arbeiten, dann wären sie auch immer zusammen. Das Ergebnis dieser Auseinandersetzung war, dass Maxim seine Zahnbürste einpackte und die Wohnung, anscheinend für immer, verließ. Wie sehr Walentina ihren Maxim liebt erkennt Nadja, als sie eines Abends Walentina weinend und kurz vor einem Zusammenbruch in ihrem dunklen Zimmer findet und alle Kraft aufbringen muss, sie zu trösten. Als dann einige Tage später ein Anruf von Maxim kommt, der sein Kommen ankündigt, ist Walentinas Freude sehr groß.
Nadja erkennt, dass sie dieser Liebe nicht im Wege stehen darf, gestaltet den Tisch in Walentinas Wohnung zu einer festlichen Tafel, packt ihren Koffer und verlässt die Wohnung für immer.

## Produktion
Der in Schwarzweiß gedrehte Film hatte im Januar 1968 unter dem Titel Короткие встречи in der Sowjetunion Premiere und dort über 4,4 Millionen Zuschauer. Da die Gegenwart der Sowjetunion jedoch schmerzhaft und erdrückend thematisiert wurde, verschwand der Film nach kurzer Zeit aus den Kinos. Das Lexikon des internationalen Films vermerkt dazu: „Er war lange in der UdSSR verboten, da die Zensurbehörde ihn als ‚bourgeois‘ und ‚anti-sowjetisch‘ einstufte.“ Am 10. Januar 1988 wurde er vom sowjetischen Fernsehen ausgestrahlt und anschließend in den Kinos im In- und Ausland gezeigt.
Im 3. Programm des Bayerischen Fernsehens lief der Film am 5. Dezember 1989. Eine erste Kinovorführung lässt sich erst für den 19. September 1990 im West-Berliner Kino Arsenal nachweisen.

## Kritik
Das Lexikon des internationalen Films schreibt, der Film vermeide alle melodramatischen Elemente und lebe ganz von leisen Tönen, scheuen Gesten und Andeutungen und sei doch voller Spontaneität.
Barbara Wurm (Frauen und Film) verbucht Kurze Begegnungen unter „gefilmtem Feminismus“, wobei sie einleitend darauf hinweist, es gebe in diesem Film „weder Röhrenjeans noch Rebellenlook, weder Bikinigirls noch Piratenbräute, weder Genre-Persiflagen à la Fem-Western noch freche Anti-Männer-Sprüche“.
In der 2021 erstellten Liste der 100 besten Filme in der Geschichte des ukrainischen Kinos landete der Film auf dem dreizehnten Platz.